# Kfar Chabad
Kfar Chabad (en hebreo: כפר חב"ד) es una aldea fundada por el movimiento jasídico Jabad Lubavitch situada en el Concejo Regional del Valle de Lod en Israel, a 7 kilómetros al sur de Tel Aviv. La aldea fue fundada por el rabino Iosef Itzjak Schneerson en 1949. En el pueblo hay una sinagoga. Los primeros habitantes fueron inmigrantes de la Unión Soviética que llegaron al pueblo después de la Segunda Guerra Mundial. Kfar Chabad incluye varias instituciones educativas del movimiento jasídico Lubavitch en Israel.